# Katarzyna Ornacka
Katarzyna Izabela Ornacka – polska socjolog, dr hab. nauk społecznych, profesor uczelni Instytutu Socjologii Wydziału Filozoficznego Uniwersytetu Jagiellońskiego.

## Życiorys
W 1995 ukończyła studia socjologiczne na Uniwersytecie Jagiellońskim, 20 września 2001 obroniła pracę doktorską Teoria i metodologia ewaluacji w pracy socjalnej, 21 kwietnia 2016 habilitowała się na podstawie dorobku naukowego i pracy zatytułowanej Dziecko i dzieciństwo - perspektywa socjologiczno-socjalna. Objęła funkcję profesora uczelni w Instytucie Socjologii na Wydziale Filozoficznym Uniwersytetu Jagiellońskiego.
Była koordynatorką w międzynarodowym programie Social Welfare in Eastern Europe: The Polish Experience, a także członkiem Stałej Rektorskiej Komisji Socjalnej z ramienia Wydziału Filozoficznego.

## Publikacje
- 2003: Ewaluacja. Między naukami społecznymi i pracą socjalną[1]
- 2007: Cracow-Berlin debate on children, families and poverty[1]
- 2008: Social Welfare in Poland – Selected Issues[1]
- 2013: Od socjologii do pracy socjalnej. Społeczny fenomen dzieciństwa[1]